# Fosse coronoïde
La fosse coronoïde (ou fossette coronoïdienne ou fossette sus-trochléenne) est la dépression située à l'extrémité inférieure de l'humérus, au-dessus de la partie antérieure de la trochlée humérale.
Elle reçoit le processus coronoïde de l'ulna lors de la flexion de l'avant-bras.